# Sphaeripalpus microstolus
Sphaeripalpus microstolus är en stekelart som först beskrevs av Graham 1969.  Sphaeripalpus microstolus ingår i släktet Sphaeripalpus och familjen puppglanssteklar. Arten är reproducerande i Sverige. Inga underarter finns listade i Catalogue of Life.